# Calcídio

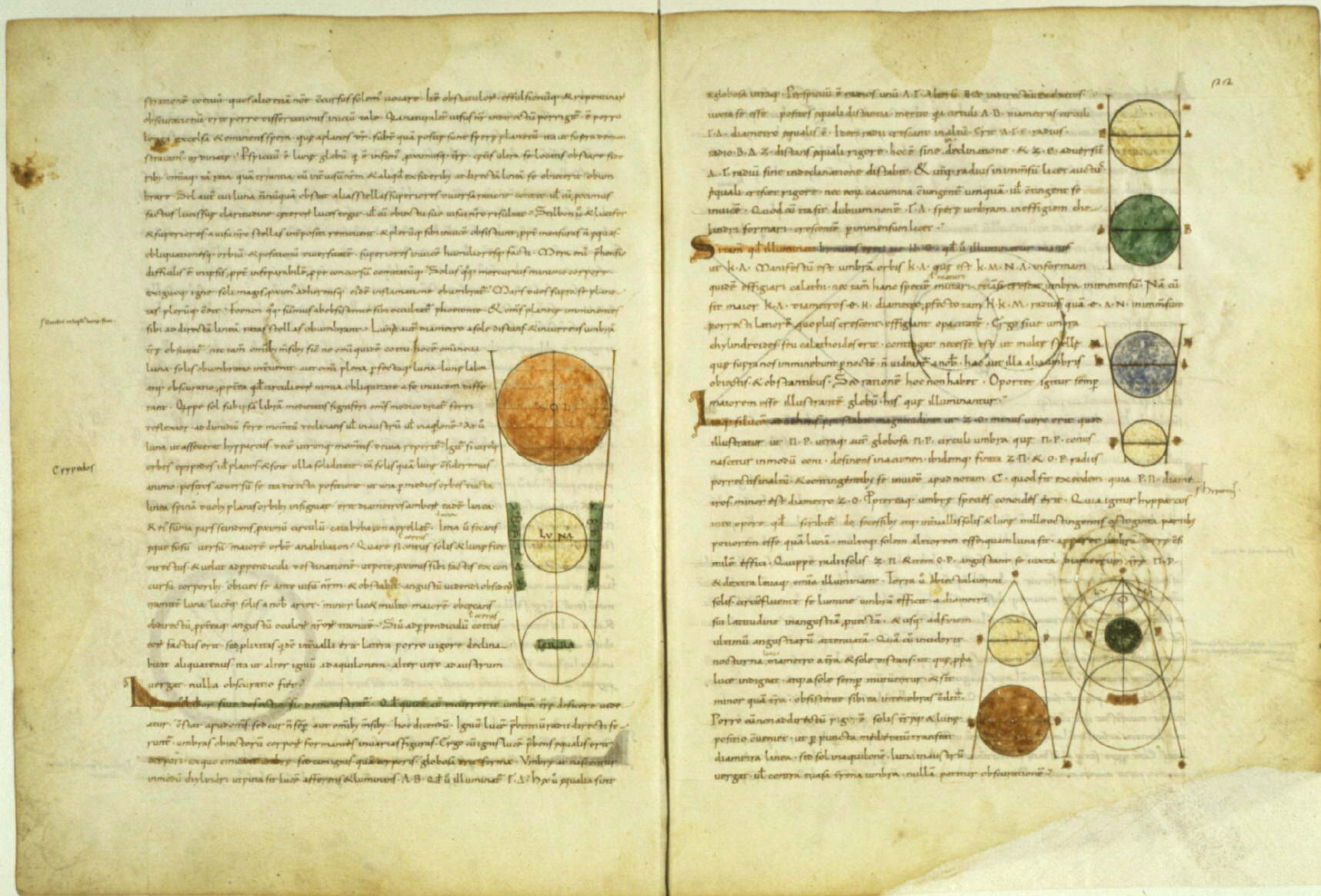
Manuscrito do início do século XX da tradução e comentário do Timeu por Calcídio (Biblioteca Bodleian, de Oxford)

Calcídio (em latim, Calcidius ou Chalcidius) foi um filósofo do século IV (e, possivelmente, um cristão) que traduziu a primeira parte (até 53c) do Timeu de Platão, do grego ao latim, por volta do ano 321 e que forneceu-a com um extenso comentário. Provavelmente esse foi feito pelo bispo Ósio de Córdoba. Muito pouco se sabe sobre ele. 
Sua tradução do Timeu foi o único texto extenso de Platão conhecido por estudiosos do oeste latino por aproximadamente 800 anos. Seu comentário também continha relatos úteis do conhecimento astronômico grego. No século XII, comentários sobre este trabalho foram escritos por estudiosos cristãos, incluindo Hisdoso e filósofos da Escola de Chartres, como Teodorico de Chartres e Guilherme de Conches. Interpretando-o à luz da fé cristã, os acadêmicos da Escola de Chartres entenderam o diálogo como se referindo à criação ex nihilo.

## Vida e fontes filosóficas de Calcídio
A evidência direta dos detalhes biográficos de Calcídio é quase nula e temos apenas sua tradução e comentário do Timeu de Platão como evidência para suas visões filosóficas. O nome de Calcídio parece ter origem grega e algumas evidências linguísticas em suas traduções sugerem que Calcídio poderia ter sido predominantemente um falante de grego, em vez de um nativo de latim. Ele certamente parafraseia ou cita diretamente uma variedade de fontes gregas, incluindo Homero, Hesíodo e Eurípides, além de latinas como Terêncio e Virgílio, sugerindo uma educação bilíngue. No entanto, não há evidências suficientes para localizar uma origem geográfica para Calcídio. 
Os comentários de Calcídio sugerem alguma influência do médio platonismo, e alguns estudiosos também detectam influência do Porfírio, embora outros minimizam sua influência em Calcídio. Vários recursos de seu comentário tem sido atribuída a Téon de Esmirna, ao Didaskalikos de Alcino, obras atribuídas ao Pseudo-Plutarco, Fílon de Alexandria, Orígenes, bem como ao neopitagórico Numênio. Contudo, em geral, essas influências sugerem apenas que Calcídio confiou em várias fontes médio-platônicas para interpretar o diálogo de Platão e não demonstra conclusivamente as tendências filosóficas de Calcídio. 
Calcídio parece não ter expressado nenhum preconceito em relação ao cristianismo em suas obras sobre Platão, nem tampouco expressa hostilidade em relação ao dogma cristão em geral. Nos seus comentários, Calcídio não faz uma ligação explícita entre a narrativa da criação cristã encontrada em Gênesis e a platônica no diálogo do Timeu. 

## Tradução doTimeu
A tradução de Calcídio do diálogo grego original de Platão abrange as seções 17a – 53c, isto é, da Introdução onde Crítias discute a história da jornada de Sólon ao Egito, onde ele ouve a história da Atlântida, até a discussão sobre o 'Receptáculo' e o o uso pelo Criador Divino de quatro dos cinco sólidos regulares (fogo, terra, ar e água) na formação do Universo. A data do trabalho parece ser por volta da primeira metade do século IV A.D.
O ímpeto para produzir a tradução e o comentário poderia ter surgido de um convite de Ósio (ou Hósio), bispo de Córdoba, que participou dos conselhos ecumênicos de Niceia e Sérdica em 325 e 343 a.C. A epístola dedicatória de abertura de Calcídio parece endereçada a um 'Osius', embora haja pelo menos cinco figuras históricas diferentes às quais esse nome possa ser atribuído. 
A tradução em si é geralmente literal, com algumas adições estilísticas da parte de Calcídio. A influência da tradução de Calcídio na Idade Média foi imensa, talvez mais significativa do que a versão de Cícero (composta em 45 a.C.). No entanto, os estudiosos não concordam sobre se Calcídio confiou na tradução de Cícero para a sua própria e a opinião atual parece ser a de que não há paralelos substanciais com a tradução de Cícero na obra de Calcídio. Outros duvidam dessa afirmação, como em Ratkowitsch, que argumenta que não apenas itens lexicais únicos, mas também cláusulas inteiras da versão de Cícero ecoam na tradução de Calcídio. 
As opções de Calcídio quando se tratava de expressar um termo grego do original de Platão para o qual o latim não tinha equivalente incluem: transliteração do termo sem uma explicação (por exemplo, noys para νοῦς - nous), implantação de algum neologismo cunhado na versão anterior de Cícero (por exemplo, medietas para μεσότης) ou inovação lexical em que ele cunhou seu próprio termo como o equivalente mais adequado em latim (por exemplo, adunatio for συναρμόττον).

### Tradição manuscrita
Os primeiros manuscritos existentes da versão latina do Timeu de Cícero e Calcídio, bem como a versão grega original (Paris BNF MS grec. 1807), podem ser datados do século IX A.D. Os manuscritos relevantes da tradução e comentário de Calcídio são o Valenciennes, Bibl. municipale MS 293; Lyons, Bibl. municipale MS 324; e Cidade do Vaticano, BAV MS Reg. Lat. 1068 (que contém apenas o diálogo e nenhum comentário). Existem apenas dois manuscritos existentes preservados a partir do século X A.D.: o Paris, BnF MS lat. 2164 e Bruxelas, BR MS 9625-9626. Do século XI A.D. pra frente, um aumento significativo na produção de manuscritos contendo a tradução de Calcídio e comentário começou a aparecer na Europa, com 17 versões aparecendo no século XI, 5 no século XII, 3 no século XIII, 2 no século Século XIV e 11 no século XV. Muitos desses manuscritos continham glosas de vários escribas e anotadores medievais para esclarecer e expandir os conceitos discutidos no trabalho de Calcídio.
O trabalho de Calcídio também foi muito apreciado no período renascentista, iniciado na Itália no final do século XIV. O interesse em Calcídio é evidenciado pelas inúmeras cópias manuscritas da obra que datam desse período - pelo menos 40, 28 das quais provenientes da Itália. Uma parte dos manuscritos contém apenas a tradução do Timeu, uma parte apenas o comentário, uma parte tradução e o comentário juntos. A maioria das principais bibliotecas públicas e principescas da Itália e vários humanistas possuíam uma cópia. Francisco Petrarca anotou sua cópia da obra, agora mantida na Bibliothèque Nationale em Paris (Par. Lat. 6280). O humanista Marsilio Ficino, que mais tarde se tornou famoso como tradutor e intérprete dos diálogos platônicos, fez uma cópia manuscrita do Comentário quando jovem em 1454 , acompanhando-a de um grande número de notas sobre o idioma, conteúdo e fontes. Mais tarde, quando fez uma nova tradução para o latim do Timeu, apenas ocasionalmente recorria a Calcídio, porque seu latim não atendia aos altos padrões dos humanistas. O amigo de Ficino, Giovanni Pico della Mirandola, também tinha uma cópia da obra de Calcídio, anotada de seu próprio punho.
O editio princeps da tradução e do comentário do Timeu foi publicado em Paris em 1520, pelo humanista Agostino Giustiniani, bispo de Nebbio. Na carta de dedicação, Giustiniani expressou seu entusiasmo pela cultura e imparcialidade de Calcídio. De acordo com Giustiniani, de fato, Calcídio escreveu de maneira tão objetiva que de suas palavras não se podia deduzir nem mesmo que ele era cristão ou judeu. Mais tarde, alguns estudiosos consideraram Calcídio judeu, outros - como o filósofo Ralph Cudworth (1617-1688) e o filólogo Johann Albert Fabricius (1668-1736) - consideraram-no cristão. Outra hipótese foi apresentada em 1733 pelo historiador da igreja Johann Lorenz von Mosheim, que chegou à conclusão de que Calcídido não era cristão nem judeu, nem platonista puro, mas um pagão eclético que enriqueceu sua filosofia platônica com conceitos cristãos. Fabricius publicou uma nova edição da tradução e comentário do Timeu em Hamburgo em 1718 .